# 佐々木禎子 (小説家)
佐々木 禎子（ささき ていこ、1月29日 - ）は、日本の小説家。北海道札幌市出身。1992年に、雑誌『JUNE』に掲載された「野菜畑で会うならば」にて作家デビュー。

## 小説一覧

### ノベルス・単行本
ルチルノベルズ（スコラ）
- 欲求不満なラプソディー（イラスト：初田しうこ、1996年）
- 東雲リボンステークス（イラスト：天乃萌絵、1997年）

JUNEノベルズ（マガジンマガジン）
- 野菜畑で会うならば（イラスト：ふくやまけいこ、2003年）

オヴィスノベルズ（茜新社）
- 彼氏になりたきゃどう言うの？（イラスト：CJ Michalski、2003年）
- 誘惑のジンクス（イラスト：山田ユギ、2003年）
- ロマンスの旋律（イラスト：山田ユギ、2005年）
- 密約は甘く縛る（イラスト：山田ユギ、2006年）

トクマ・ノベルズedge（徳間書店）
- ラストヘブン 生きて地獄を見た少年（イラスト：茶屋町勝呂、2006年）

幻狼ファンタジアノベルス（幻冬舎コミックス）
- 憑き物おとします（イラスト：村崎久都、2011-2012年）：全2巻
- オタクホスト桜木玲音 シリーズ（イラスト：村崎久都、2009-2010年）：全2巻

花とゆめコミックススペシャルLaLa Novels（白泉社）
- 小説アイドリッシュセブン アイナナ学園（イラスト：種村有菜、2018年）

（KADOKAWA単行本）
- 千銃士Re:verse turn（イラスト：熊谷佳代子・ぽぽるちゃ、2018年）

### 文庫
花丸文庫（白泉社）
- さかあがりの地平線は恋の視線（イラスト：鳳巳乱、1998年）
- ホットロマンスが止まらない（イラスト：石原理、1999年）

f-LAPIS （旧名：ラピス文庫/プランタン出版）
- クライマックスご一緒に（イラスト：ほたか乱、1998年）
- モーニングキスをよろしく（イラスト：初田しうこ、1998年）
- 不完全で、完璧なキス（イラスト：鹿乃しうこ、1999年）
- ぼくらは恋をするカタチ（イラスト：桜城やや、1999年）
- キミはボクの恋のおまもり（イラスト：ほり恵利織、2000年）
- その夜、ぼくは盗まれた（イラスト：金ひかる、2000年）
- SPも恋をする!?（イラスト：青樹總、2001年）
- けなげなミルク・ボーイ（イラスト：日輪早夜、2002年）
- 危険なキミも悪くない（イラスト：すがはら竜、2002年）
- 砂塵のかなた（イラスト：石原理、2006年）
- 指先の愛撫（イラスト：石原理、2007年）

ハルキ・ホラー文庫（角川春樹事務所）
- 鬼石（イラスト（表紙だけ）：ヨコタカツミ、2000年）
- くくり姫（イラスト（表紙だけ）：ヨコタカツミ、2001年）

キャラ文庫（徳間書店）
- ロッカールームでキスをして（イラスト：高久尚子、2000年）
- ナイトメア・ハンター（イラスト：にゃおんたつね、2001年）
- 恋愛ナビゲーション（イラスト：山守ナオコ、2002年）
- 最低の恋人（イラスト：蓮川愛、2002年）
- したたかに純愛（イラスト：不破慎理、2003年）
- ニュースにならないキス(イラスト：水名瀬雅良、2004年）
- 三ツ星シェフの心得（イラスト：雁川せゆ、2004年）
- 秘書の条件（イラスト：史堂櫂、2005年）
- レイトショーはお好き？（イラスト：明森びびか、2005年）
- 遊びじゃないんだ！（イラスト：鳴海ゆき、2006年）
- 花嫁は薔薇に散らされる（イラスト：由貴海里、2007年）
- 蜜の香り（イラスト：新藤まゆり、2007年）
- ミステリ作家の献身（イラスト：高久尚子、2008年）
- 極悪紳士と踊れ（イラスト：汞りょう、2008年）
- 弁護士は籠絡される（イラスト：金ひかる、2009年）
- 僕の好きな漫画家（イラスト：香坂あきほ、2009年）
- 治外法権な彼氏（イラスト：有馬かつみ、2010年）
- 執事と眠れないご主人様（イラスト：榎本、2010年）
- アロハシャツで診察を（イラスト：高久尚子、2011年）
- 仙川准教授の偏愛（イラスト：佳門サエコ、2012年）
- 妖狐な弟（イラスト：新藤まゆり、2013年）

パレット文庫（小学館）
- スウィート・マジック（イラスト：山田ユギ、2003年）
- 夏の秘密（イラスト：碧也ぴんく、2003年）
- 好きじゃなければやってられない（イラスト：穂波ゆきね、2003年）
- 天使のような人だから…（イラスト：深井結己、2004年）
- 学園探偵団 秘密のキスは放課後に（イラスト：深井結己、2004年）

二見シャレード文庫（二見書房）
- 恋とペットと時限爆弾（イラスト：深井結己、2003年）
- プラトニックな愛撫（イラスト：梅太郎、2004年）
- 裏切りのディスタンス（イラスト：石原理、2006年）
- 殉愛の掟（イラスト：深井結己、2010年）
- 月の欠片（イラスト：麻生ミツ晃、2013年）

二見シャレードパール文庫（二見書房）
- 帝都に秘めた華の咲く（イラスト：須雲あつみ 、2007年）

講談社X文庫ホワイトハート（講談社）
- ドロップアウト シリーズ（イラスト：実相寺紫子、2007年 - 2008年）：全3巻
- ブレイクアウト シリーズ（イラスト：実相寺紫子、2008年 - 2010年）：全2巻
- 熱砂のシリーズ（イラスト（表紙だけ）：佐々木久美子、2009年）：全2巻

プリズム文庫（オークラ出版）
- 唇で恋を刻もう（イラスト：天王寺ミオ、2007年）
- アルチザンは誘惑する（イラスト：環レン、2008年）
- 傲慢な秘書と三度目のキス（イラスト：小鳥初夏、2008年）

ビーズログ文庫（旧名：B's-LOG文庫/KADOKAWA（エンターブレインブランド））
- ふたり天女記 シリーズ（イラスト：キリシマソウ、2009年 - 2010年）：全3巻
- キラク堂顛末記 シリーズ（イラスト：カトーナオ、2010年 - 2011年）：全2巻
- あやかし恋綺譚（イラスト：明咲トウル、2012年 - 2013年）：全3巻
- 十三支演義 〜偃月三国伝〜（イラスト：紗与イチ、2013 - 2014年）：全2巻

B-PRINCE文庫（KADOKAWA（アスキー・メディアワークスブランド））
- 不条理な契約（イラスト：周防佑未、2013年）
- 指先が僕を虜にする（イラスト：守美行、2013年）
- ナイショのシンメトリ（イラスト：小椋ムク、2014年）
- （新装版）不完全で、完璧なキス（イラスト：鹿乃しうこ、2015年）
- （新装版）モーニングキスをよろしく（イラスト：鹿乃しうこ、2015年）
- 狐神と嫁入り男子（イラスト：北沢きょう、2016年）

ポプラ文庫ピュアフル（ポプラ社）
- ばんぱいやのパフェ屋さん（イラスト（表紙だけ）：栄太、2013年-2016年）：全5巻
- 札幌あやかしスープカレー（イラスト（表紙だけ）：くじょう、2018年）

富士見L文庫（KADOKAWA（富士見書房ブランド））
- ホラー作家・宇佐見右京の他力本願な日々(イラスト（表紙だけ）：佐木郁、2014年 - 2015年)：全2巻
- 薔薇十字叢書（イラスト（表紙だけ）：THORES柴本、2015年 - 2017年）：全2巻
- 暁花薬殿物語（イラスト（表紙だけ）：サカノ景子、2018年 - ）：既刊5巻

ビーズログ文庫アリス（KADOKAWA）
- Re:BIRTHDAY SONG〜恋を唄う死神〜（イラスト：さとい、2015年）
- 死神憑きの天宮さん 死神養成学校編（イラスト：アメノ、2016年）
- ディバインゲート 王と悪戯な幕間劇（イラスト：野崎つばた、2017年）

TO文庫（TOブックス）
- 着物探偵八束千秋の名推理（イラスト（表紙だけ）：ボーダー、2016年）

### アンソロジー寄稿
- 「パラダイス・ガレージ」  - カサブランカ帝国 百合小説の魅惑に所収（イースト・プレス、2000年）
- 「夜の虹」 - となりのもののけさん 競作短篇集に所収（ポプラ文庫ピュアフル（ポプラ社）、2014年）
- 「不二咲さん、がんばる! 」 - ダンガンロンパ1･2 Beautiful Daysに所収（B's-LOG文庫（KADOKAWA）、2014年）
- 「猫の目時計」 - 書き下ろし時代小説集 宵越し猫語りに所収（招き猫文庫（白泉社）、2015年）

## 漫画
- Kissing（原作、作画；高久尚子、2004年、キャラコミックス）
- ばんぱいやのパフェ屋さん（原作、作画：やぎ、2017年、アニメージュコミックス miere）※小説のコミカライズ
- 暁花薬殿物語（原作、作画：霜月星良、2020年 - 、BRIDGE COMICS）※小説のコミカライズ
- 史上最悪の転生魔女は最愛の王子と恋をしたい（原作・脚本、制作：MUGEN FACTORY、2022年 - 2023年、HykeComic）[2]
  - 連載の途中で、転生魔女は運命の王子を見つけ出し幸せになります、に改題